# Santa Clara, La Rioja
Santa Clara är en ort i Argentina.   Den ligger i provinsen La Rioja, i den nordvästra delen av landet, 1 100 km nordväst om huvudstaden Buenos Aires. Santa Clara ligger 1 040 meter över havet och antalet invånare är 2 525.
Terrängen runt Santa Clara är platt åt sydost, men åt nordväst är den kuperad. Trakten runt Santa Clara är nära nog obefolkad, med mindre än två invånare per kvadratkilometer.. Santa Clara är det största samhället i trakten.
Omgivningarna runt Santa Clara är i huvudsak ett öppet busklandskap.